# Marco Cornelio Maluginense (decenviro)
Marco Cornelio Maluginense (en latín, Marcus Cornelius Maluginensis) fue un senador, político y militar romano, miembro de la rama Maluginense de la gens Cornelia.
Miembro del segundo decenvirato, encargado de confeccionar la Ley de las XII Tablas y primo hermano del cónsul del año 459 a. C., Lucio Cornelio Maluginense Uritino (Liv. iii. 35, 40, 41; Dionis. X. 58, xi. 15, 23.). Por instigación de Apio Claudio Craso, los decenviros se mantienen en el poder ilegalmente, una vez confeccionada la Ley de las XII Tablas, rehusando proceder a la elección de cónsules
Pero bajo la presión de los soldados y los plebeyos, los decenviros se ven forzados a dimitir. Apio Claudio y Espurio Opio Córnicen son encarcelados, y los otros ocho decenviros parten hacia el exilio.